# Lenin-díj
A Lenin-díj (oroszul: Ленинская премия, Lenyinszkaja premija) a Szovjetunió legtekintélyesebb kitüntetéseinek egyike, amelyet a tudományos, irodalmi, művészeti, építészeti és technológiai témákban tevékenykedő személyek érdemelhetnek ki. 1925. június 23-án hozták létre, és díjaztak embereket vele egészen 1934-ig. 1935. és 1956. között ideiglenesen a Sztálin-díjra cserélték le, majd 1956. augusztus 15-én újraalapították és 1990-ig ismét ezzel tüntettek ki személyeket minden páros évben. A díjátadót mindig Lenin születésének napján, április 22-én rendezték meg.
A Lenin-díj nem azonos a Lenin-renddel, sem a Nemzetközi Lenin-békedíjjal, melyet inkább külföldi állampolgárok kaptak a béke érdekében tett közreműködéseikért. Emellett nem tévesztendő össze a Sztálin-díjjal és a későbbi Szovjet Állami Díjjal sem. Némelyek kiérdemelték életük során a Lenin-díjat és a Szovjet állami díjat is.

## Kitüntetettek
Megjegyzés: ez a lista nem teljes. Az összes díjazott névsorát lásd az Orosz Wikipédián.
- Nyikolaj Vasziljevics Gyemjanov (1930, kémia)
- Alekszandr Andrejevics Csernisov (1930, rádiótechnika)
- Szergej Nyikolajevics Szergejev-Censzkij (1955, író)
- Dmitrij Vasziljevics Nalivkin (1957, geológia)
- Szergej Szergejevics Prokofjev (1957, zene)
- Pjotr Szergejevics Novikov (1957, matematika)
- Georgij Alekszandrovics Melikisvili (1957, történelem)
- Nyikolaj Nyikolajevics Bogoljubov (1958, fizika)
- Dmitrij Dmitrijevics Sosztakovics (1958, zene)
- Grigorij Naumovics Csuhraj (1959, festészet)
- Vlagyimir Joszifovics Vekszler (1959, zene)
- Mihail Alekszandrovics Solohov (1960, irodalom)
- Szvjatoszlav Teofilovics Richter (1961, zene)
- Alekszandr Jakovlevics Bereznyak (1961, haditechnika)
- Juhan Smuul (1961, irodalom)
- Kornej Ivanovics Csukovszkij (1962, irodalom)
- Alekszej Vasziljevics Pogorelov (1962, matematika)
- Csingiz Ajtmatov (1963, irodalom)
- Hanon Iljics Izakszon (1964, farm-gépészet)
- Mihail Tyimofejevics Kalasnyikov (1964, haditechnika)
- Innokentyij Mihajlovics Szmoktunovszkij (1965, színészet)
- Vlagyimir Igorevics Arnold, Andrej Nyikolajevics Kolmogorov (1965, matematika)
- Alekszej Alekszejevics Abrikoszov (1966, fizika)
- Emmanuil Joszipovics Rasba (1966, fizika)
- Viktor Dmitrijevics Verbickij (1966, feltaláló)
- Igor Alekszandrovics Mojszejev (1967, tánc)
- Mihail Arkagyevics Szvetlov (1967, költészet, irodalom)
- Valerij Matvejevics Panov (1969, tánc)
- Jevgenyij Viktorovics Vucsetyics (1970, szobrászat)
- Agnyija Lvovna Barto (1972, költészet?)
- Konsztantyin Mihajlovics Szimonov (1974, költészet)
- Dmitrij Jevgenyjevics Ohocimszkij (1957, űrkutatás)
- Otar Taktakisvili (1982, zene)
- Borisz Artaseszovics Babajan (1987, számítástechnika)
- Kajszin Suvajevics Kulijev (1990, költészet)
- Vlagyimir Alekszandrovics Tyepljakov (1988, rádiótechnika)
- Gavriil Abramovics Ilizarov (1979, orvostudomány)

## Fordítás
- Ez a szócikk részben vagy egészben  a   Lenin Prize című angol Wikipédia-szócikk fordításán alapul.  Az eredeti cikk szerkesztőit annak laptörténete sorolja fel. Ez a jelzés csupán a megfogalmazás eredetét és a szerzői jogokat jelzi, nem szolgál a cikkben szereplő információk forrásmegjelöléseként.